# Thomas Worthington Whittredge

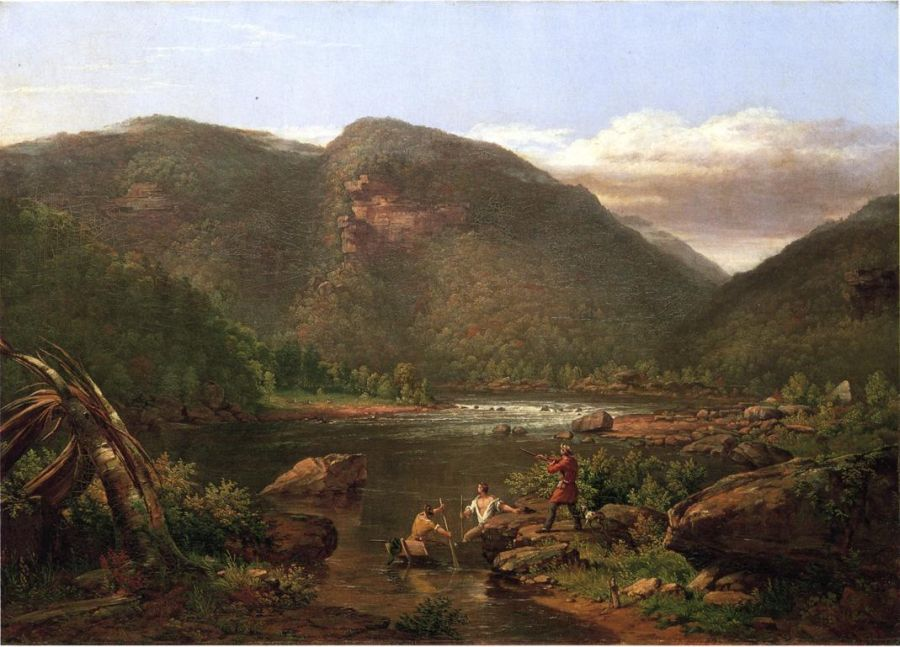
O ninho do corvo, 1848

Thomas Worthington Whittredge (Springfield, 22 de maio de 1820 - Summit, 25 de fevereiro de 1910) foi um pintor dos Estados Unidos, um dos membros destacados da Escola do Rio Hudson e da sua derivação Luminista.

## Biografia
Thomas Worthington Whittredge nasceu perto de Springfield, no estado de Ohio em 1820. Ele pintava paisagens e retratos quando jovem em Cincinnati antes de viajar para a Europa em 1849 para aprofundar seus treinamentos artísticos. Quando chegou na Alemanha, ele ingressou na Düsseldorf Academy, uma grande escola de artes no período, e chegou a estudar com Emanuel Leutze. Lá, ele conheceu e se tornou amigo de Bierstadt e posou para Leutze como George Washington e um timoneiro na famosa pintura Washington Crossing the Delaware, de Leutze -- esta pertence à coleção do Museu Metropolitano de Arte de Nova Iorque.
Whittredge passou quase dez anos na Europa, conhecendo e viajando com outros artistas importantes como Sanford Gifford. Ele voltou para os Estados Unidos em 1859 e se estabeleceu em Nova Iorque, onde ele lançou sua carreira como um pintor de paisagens no estilo da Escola do Rio Hudson.
Em 1865, Whittredge viajou pelas Grandes Planícies até as Montanhas Rochosas com Sanford Gifford e John Frederick Kensett. Na viagem, Thomas criou alguns de seus trabalhos mais importantes -- paisagens esparsas e oblongas que imprimiam a beleza gritante e o horizonte linear das planícies. Em sua autobiografia, Whittredge escreveu: "Eu nunca vi as planícies ou qualquer coisa parecida com elas. Elas me impressionaram profundamente. Eu me importei mais com elas do que com as montanhas... Qualquer um que cruzasse as planícies naquele período, não obstante com suas manadas de búfalos, bando de antílopes, cavalos selvagens, veados e coelhos de frotas, podia deixar de ficar impressionado com sua vastidão e silêncio e a aparência de uma existência primitiva e inocente em todos os lugares". Sua pintura On the Cache La Poudre River, Colorado, de 1876, retrata o rio e a planície em primeiro plano e as montanhas ao fundo.
O pintor se mudou para a cidade de Summit, em Nova Jersey, em 1880, onde continuou a pintar pelo resto de sua vida. Ele morreu em 1910, com 89 anos, e está enterrado em no cemitério Springfield, de Nova Jersey.
Suas pinturas se encontram em coleções de diversos museus. Entre eles: o Museu Metropolitano de Artes de Nova Iorque, o Museu de Belas Artes de Utah, em Salt Lake City, e no Smithsonian American Art Museum, em Washington, D.C.